# ماثيو هنري فيناس ريالل سانكي
ماثيو هنري فيناس ريالل سانكي (بالإنجليزية: Matthew Henry Phineas Riall Sankey)‏ (و. 1853 – 1926 م) هو مهندس أيرلندي، ولد في جمهورية أيرلندا، توفي عن عمر يناهز 73 عاماً.

## الخدمة العسكرية
خدم في الجيش البريطاني.

## جوائز
حصل على جوائز منها:
- جائزة المنافسة العامة [الإنجليزية]‏ (1946)
- قائد الفنون والآداب